# Lazar Wechsler

Liz und Lazar Wechsler (1934), Foto Walter Mittelholzer

Lazar Linsor Wechsler (* 28. Juni 1896 in Petrikau, Russisch-Polen, heute Polen; † 8. August 1981 in Zürich) war ein polnisch- und österreichischstämmiger Filmproduzent. Er war die zentrale Figur des Schweizer Kinos während seiner Frühphase in den 1930er-Jahren und seiner Blütezeit in den 1940er-Jahren. Mit der 1924 gegründeten Praesens-Film läutete er die Frühphase des Schweizer Films ein, welcher bis zu diesem Zeitpunkt einige individuelle Produktionen, jedoch kein organisiertes und kontinuierliches Filmschaffen hervorgebracht hatte.

## Werdegang
Der Sohn jüdischer Eltern aus Polen kam im Jahre 1914, kurz nach Ausbruch des Ersten Weltkriegs, in die Schweiz. Dort studierte er an der ETH Zürich Ingenieurwesen und schloss 1919 als Diplomingenieur ab. In der Folge war er im Brückenbau tätig. Er war Österreicher, bis er 1923 die Schweizer Staatsbürgerschaft erhielt.

Wechslers bei Mittelholzers Abessinienflug 1934

Am 19. März 1924 gründete der bisher gänzlich filmunerfahrene Wechsler die Praesens-Film mit einem Grundkapital von 10.000 Franken. Das in den 1930er-Jahren zur größten und für lange Zeit einzigen bedeutenden Schweizer Filmgesellschaft aufsteigende Unternehmen schwächelte in den Anfangsjahren wirtschaftlich und konzentrierte sich auf die Herstellung von kurzen Werbefilmen, Reklamedias, Städtedokumentationen und Flugreportagen. Mit Beginn der Tonfilmära begann Praesens-Film die regelmäßige Herstellung von Spielfilmen. Bis Ende der 1930er-Jahre gelang es dem Unternehmen, der bisher cineastisch unbedeutenden Schweiz den Ruf einer engagierten Filmnation einzubringen. Dies gelang Wechsler mit dem Aufbau eines festen Teams, bestehend aus dem Regisseur Leopold Lindtberg, dem Drehbuchautor Richard Schweizer, dem Kameramann Emil Berna, dem Musiker Robert Blum und dem Filmeditor Hermann Haller. Wechsler verstand es, trotz mangelnden kaufmännischen und organisatorischen Talents mit Wagemut und einem Gespür für interessante Themen einige schwierige, eigenwillige und interessante Stoffe filmisch umzusetzen.
Wechslers Filmproduktionen umfassten lokalpatriotische Wehr- und Erbauungsstoffe, düstere Kriminalgeschichten mit regionalem Hintergrund und humanistisch geprägte Dramen. Der Praesens-Film Marie-Louise erhielt einen Drehbuchoscar. Die Flüchtlingsgeschichte Die letzte Chance brachte der Praesens-Film internationale Beachtung und Wechsler Angebote zu Koproduktionen aus Hollywood ein. In der Folge inszenierte Fred Zinnemann mit der Praesens in den städtischen Trümmerwüsten Süddeutschlands Die Gezeichneten (1948). Wechslers Pläne, nach Hollywood zu gehen, zerstreuten sich jedoch, und nach einigen Flops in den 1950er-Jahren nahm die Bedeutung der Praesens-Film ab.
1966 zog sich Lazar Wechsler weitgehend aus dem Spielfilmgeschäft zurück und stellte danach fast nur noch Dokumentarfilme für das Schweizer Fernsehen her: etwa 2000 Jahre Israel, Israel zwischen gestern und morgen oder auch Herausforderung des Lebens. Er fand auf dem Friedhof Sihlfeld seine letzte Ruhestätte.
Der Schriftsteller und Drehbuchautor David Wechsler (1918–1990) war sein Sohn.

## Filmografie (Auswahl)
- 1929: Hello Switzerland!
- 1930: Frauennot – Frauenglück
- 1931: Feind im Blut
- 1931: Ein Werktag
- 1932: Kuhle Wampe oder: Wem gehört die Welt?
- 1932: Tannenberg
- 1933: Wie d’Warret würkt
- 1935: Jä-soo!
- 1935: Erotik in der Schweiz
- 1936: So lebt China
- 1938: Füsilier Wipf
- 1939: Kriminalkommissar Studer (Wachtmeister Studer)
- 1940: Fräulein Huser
- 1940: Die missbrauchten Liebesbriefe
- 1941: Gilberte de Courgenay
- 1941: Landammann Stauffacher
- 1942: Das Gespensterhaus
- 1942: Der Schuss von der Kanzel
- 1943: Wilder Urlaub
- 1944: Marie-Louise
- 1944: Ein Mann wird vermisst
- 1945: Die letzte Chance
- 1945: Schulentlassen
- 1947: § 51 – Seelenarzt Dr. Laduner (Matto regiert)
- 1948: Die Gezeichneten
- 1948: Der schönste Tag meines Lebens
- 1949: Familie M
- 1949: Swiss Tour
- 1950: Demokratie in Gefahr
- 1951: Die Vier im Jeep
- 1952: Ein Lied vom Reisen
- 1952: Heidi
- 1953: Sie fanden eine Heimat (Unser Dorf)
- 1953: Familie M Junior
- 1954: Der Prozess der Zwanzigtausend
- 1954: Uli der Knecht
- 1955: Heidi und Peter
- 1955: … Und ewig ruft die Heimat (Uli der Pächter)
- 1956: Das Lied der Heimat (Zwischen uns die Berge)
- 1957: Taxichauffeur Bänz
- 1958: Rendez-vous mit Svea
- 1958: Es geschah am hellichten Tag
- 1958: Das verwechselte Bild
- 1960: Der Teufel hat gut lachen
- 1961: Eichmann und das 3. Reich
- 1961: Die Ehe des Herrn Mississippi
- 1961: Die Schatten werden länger
- 1962: Schneewittchen und die sieben Gaukler
- 1962: Der Sittlichkeitsverbrecher
- 1963: Im Parterre links
- 1966: Angeklagt nach § 218 (Der Arzt stellt fest…)